# 16228 Adhamkassem
A 16228 Adhamkassem (ideiglenes jelöléssel (16228) 2000 EC39) a Naprendszer kisbolygóövében található aszteroida. A LINEAR projekt keretében fedezték fel 2000. március 8-án.